# Atez
Atez —más comúnmente Valle de Atez— (oficialmente en euskera: Atetz) es un valle y municipio español de la Comunidad Foral de Navarra, situado en la Merindad de Pamplona, en la comarca de Ultzamaldea y a 19 km de la capital de la comunidad, Pamplona. Su población en 2024 fue de 216 habitantes (INE).
El municipio está compuesto de 5 concejos: Aróstegui, Ciganda, Berasáin, Beunza y Erice y 6 lugares habitados: Labaso, Iriberri, Beunza-Larrea, Amaláin, Eguaras y Eguíllor.

## Toponimia
La mayor parte de los filólogos y autores que han tratado sobre el tema relacionan el topónimo Atez con la palabra vasca ate (portillo). Es el caso de Ricardo Ciérbide, Arturo Campión, Julio Caro Baroja o Patxi Salaberri. Sin embargo Mikel Belasko en su libro Diccionario Etimológico de los Nombres de los Pueblos, Villas y Ciudades de Navarra. Apellidos Navarros comenta la posibilidad de que Atez sea un antropónimo como otros tantos de la geografía navarra que tienen terminaciones en -iz u -oz. Como apoyo de esa teoría comenta que existió en el vecino valle de Anué un despoblado llamado Atoz (que también aparece mencionado como Ateiz) y que en Francia (en el Bearne) existe una población llamada Athos; pudiendo estar todas estas localidades relacionadas con el nombre de persona Atto.
Atetz es el nombre en lengua vasca del valle según la Real Academia de la Lengua Vasca. El ayuntamiento aprobó la denominación para el municipio en julio de 2023.
Inicialmente adscrita a la zona mixta por la Ley Foral 18/1986, en junio de 2017 el Parlamento navarro aprobó el paso de Atez a la Zona vascófona de Navarra.

## Demografía
Atez cuenta con una población de 216 habitantes (INE 2024).
| Gráfica de evolución demográfica de Atez entre 1857 y 2021 |
| |
| Población de derecho según los censos de población del INE Población de hecho según los censos de población del INEEntre el censo de 1857 y el anterior, crece el término del municipio porque incorpora a 315004 (Amalain) |

### Distribución de la población
El municipio se divide en las siguientes entidades de población, según el nomenclátor de población publicado por el INE (Instituto Nacional de Estadística). Los datos de población se refieren a 2014
| Entidad de población | Población (2014) |
| -------------------- | ---------------- |
| Aróstegui            | 39               |
| Ciganda              | 24               |
| Labaso               | 1                |
| Berasáin             | 25               |
| Iriberri             | 4                |
| Beunza               | 60               |
| Beunza-Larrea        | 1                |
| Amaláin              | 0                |
| Eguaras              | 32               |
| Eguíllor             | 11               |
| Erice                | 21               |

## Administración y política

### Gobierno municipal
| Partido político                                  | 2015  | 2015       | 2011  | 2011       | 2007  | 2007       | 2003  | 2003       | 1999  | 1999       | 1995  | 1995       |
| Partido político                                  | %     | Concejales | %     | Concejales | %     | Concejales | %     | Concejales | %     | Concejales | %     | Concejales |
| Euskal Herria Bildu (EH Bildu)-Bildu              | 41,86 | 3          | 46,55 | 4          | —     | —          | —     | —          | —     | —          | —     | —          |
| Hemengoak (H)                                     | 41,28 | 2          | 27,01 | 1          | 50,56 | 4          | —     | —          | —     | —          | —     | —          |
| A.I. Valle de Atez                                | —     | —          | 21,84 | 0          | —     | —          | —     | —          | —     | —          | —     | —          |
| Atezko Herria (AH)                                | —     | —          | —     | —          | 44,94 | 1          | 55,00 | 5          | 56,79 | 5          | —     | —          |
| Agrupación Electoral Hemengoa (AEH)               | —     | —          | —     | —          | —     | —          | 40,56 | 0          | 38,89 | 0          | —     | —          |
| Agrupación Electoral Urepel (AEU)                 | —     | —          | —     | —          | —     | —          | —     | —          | —     | —          | 66,27 | 5          |
| Agrupación Electoral Independiente de Atez (AEIA) | —     | —          | —     | —          | —     | —          | —     | —          | —     | —          | 26,51 | 0          |

### Elecciones generales

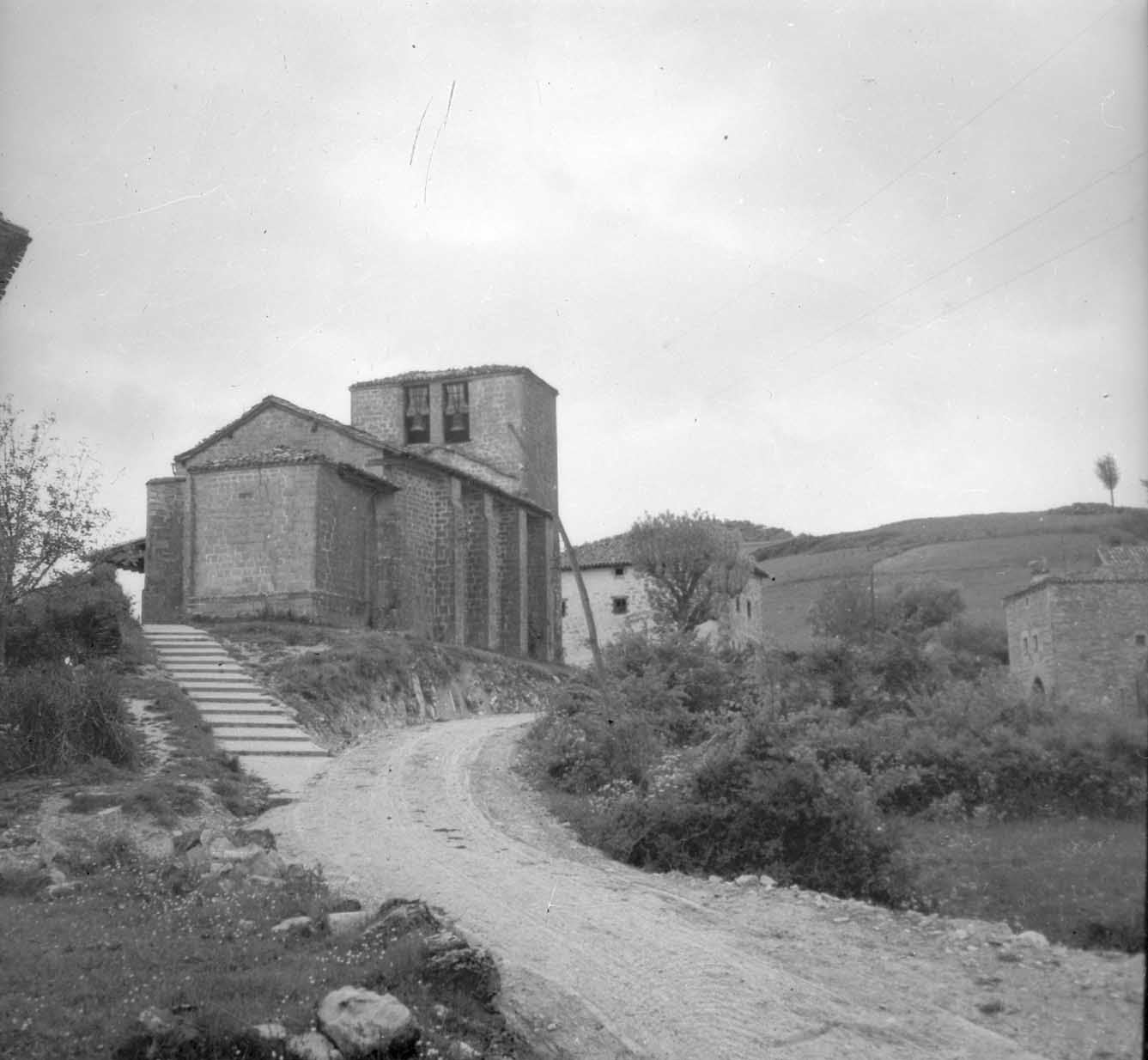
Fotografía tomada el 23 de mayo de 1957 por Indalecio Ojanguren

| Elecciones al Congreso de 2016 en Atez | Elecciones al Congreso de 2016 en Atez   | Elecciones al Congreso de 2016 en Atez | Elecciones al Congreso de 2016 en Atez | Elecciones al Congreso de 2016 en Atez |
| Logo                                   | Partido político                         | Votos                                  | Porcentaje                             |                                        |
| -------------------------------------- | ---------------------------------------- | -------------------------------------- | -------------------------------------- | -------------------------------------- |
|                                        | Unión del Pueblo Navarro (UPN)           | 50                                     | 36,23%                                 |                                        |
|                                        | Podemos (Podemos)                        | 32                                     | 23,19%                                 |                                        |
|                                        | EH Bildu (EH Bildu)                      | 26                                     | 18,84%                                 |                                        |
|                                        | Partido Socialista Obrero Español (PSOE) | 16                                     | 11,59%                                 |                                        |
|                                        | Geroa Bai (GBai)                         | 5                                      | 3,62%                                  |                                        |
|                                        | Ciudadanos-Partido de la Ciudadanía (Cs) | 5                                      | 3,62%                                  |                                        |